# Acidiella malaisei
Acidiella malaisei är en tvåvingeart som först beskrevs av Erich Martin Hering 1938. Acidiella malaisei ingår i släktet Acidiella och familjen borrflugor.
Artens utbredningsområde är Myanmar. Inga underarter finns listade i Catalogue of Life.